# Талашманиха (Кирилловский район)
Талашманиха — деревня в Кирилловском районе Вологодской области.
Входит в состав Талицкого сельского поселения, с точки зрения административно-территориального деления — в Колкачский сельсовет.
Расстояние до районного центра Кириллова по автодороге — 57,1 км, до центра муниципального образования Талиц по прямой — 5 км. Ближайшие населённые пункты — Малышкино, Юсово, Рогово, Дергаево, Дмитриево.
По переписи 2002 года население — 2 человека.